# Монета-амулет

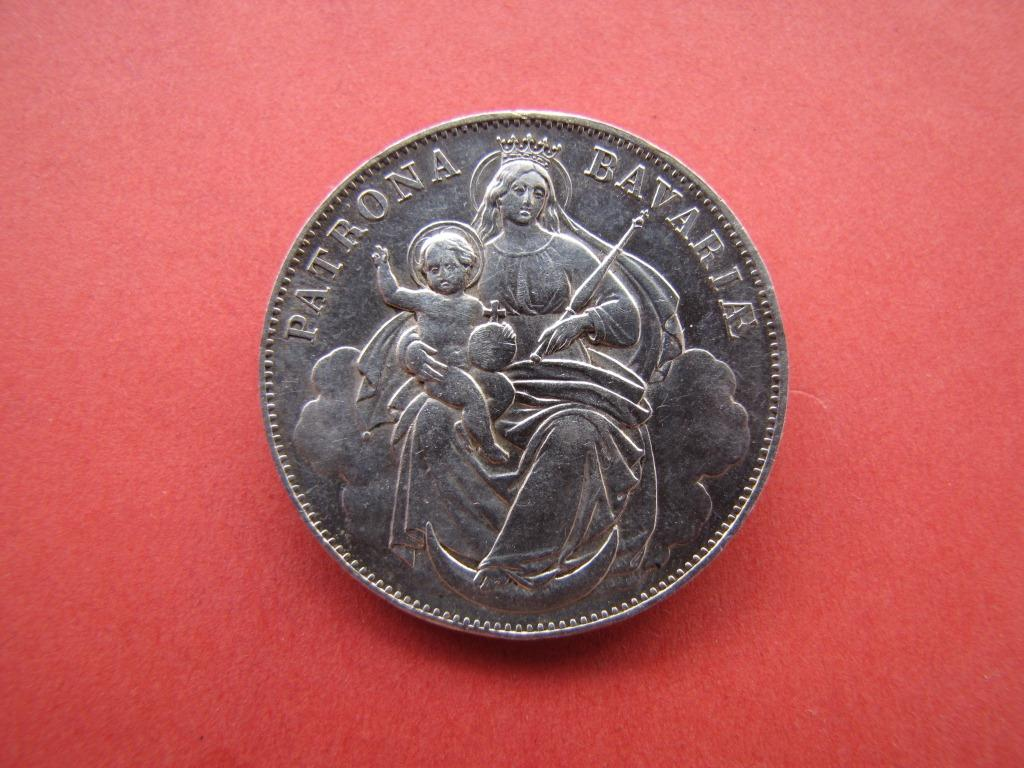
Мадонненталер Баварії - часто використовувався не тільки як гроші, але і як монета-амулет

Монета-амулет — монета або медаль, функцією якої, на думку володаря, є захист від хвороб, небезпек, нечистої сили, пристріту, а також притягнення щастя та благополуччя. Плоскі шматочки металу з нанесеними на них зображеннями стали використовувати як амулети ще в давніх Ассирії та Вавилоні, до того, як монети стали виконувати функції грошей. Широкого поширення вони набули в античну епоху. Незважаючи на негативне ставлення християнства до амулетів, у народі набули широкої популярності монети-амулети, що містять зображення святих, Богородиці та інші християнські сюжети.